# Nicolas Minassian

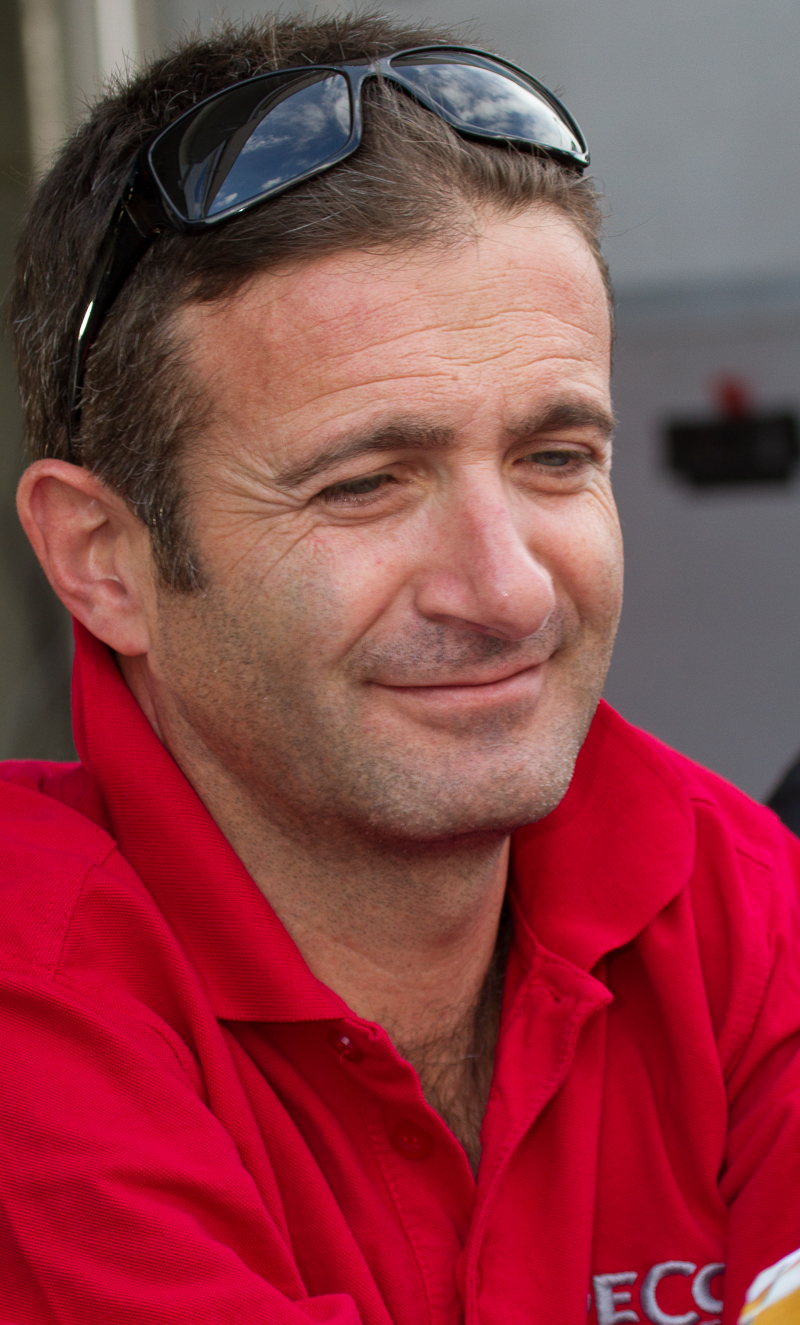
Nicolas Minassian 2012-ben

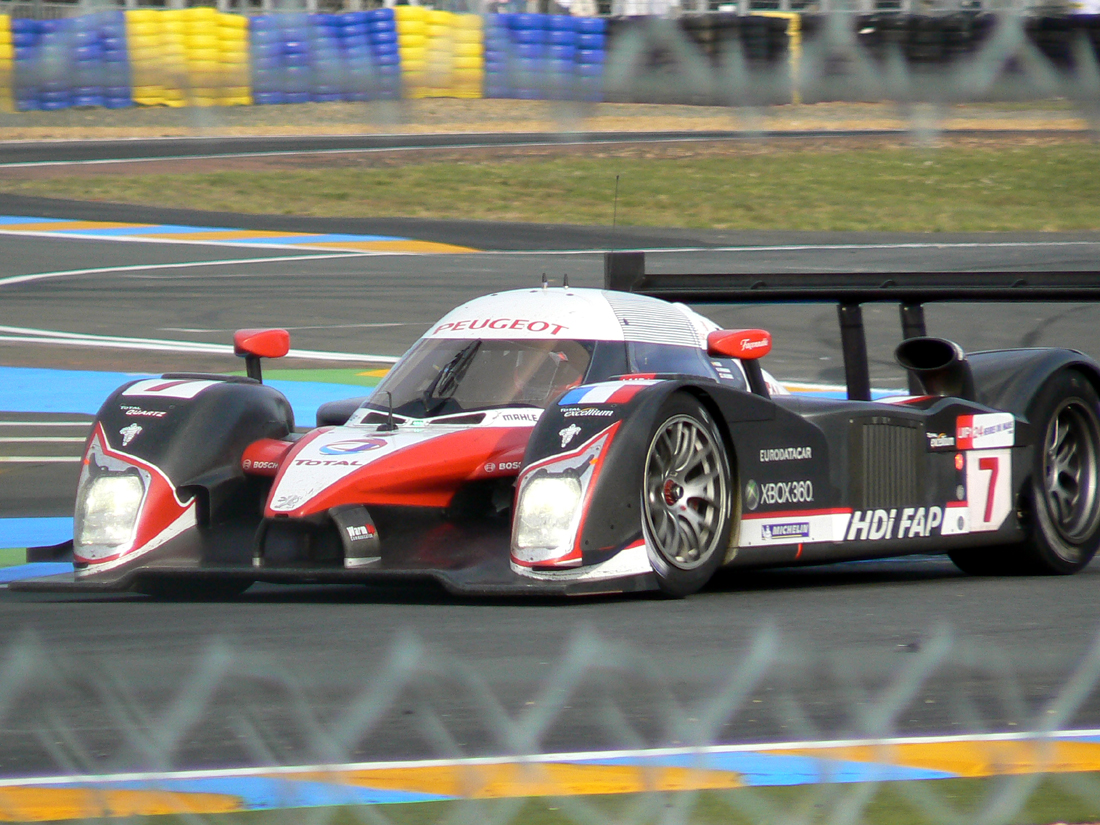
Nicolas a 2008-as Le Mans-i 24 órás versenyen

Nicolas Minassian (Marseille, 1973. február 28. –) francia autóversenyző.

## Pályafutása
1993-ban másodikként végzett a Formula Renault Eurocup mezőnyében. 1995-ben Laurent Redon mögött a második helyen zárta a francia Formula–3-as bajnokságot.
1998 és 2003 között a nemzetközi Formula 3000-es sorozatban versenyzett. A 2000-es szezonban három futamon volt első és a második helyen zárta az összetett értékelést.
Nicolas részt vett a 2001-es Indianapolisi 500-on, ahol végül váltó hiba miatt nem ért célba.
1994 és 2009 között tíz alkalommal indult a Le Mans-i 24 órás autóversenyen. Legelőkelőbb helyezését a 2008-as futamon érte el, amikor is Jacques Villeneuve és Marc Gené társaként a második helyen végzett.

## Eredményei

### Teljes formula 3000-es eredménylistája
(Táblázat értelmezése)

(Félkövér: pole-pozícióból indult; dőlt: leggyorsabb kört futott) 

| Év   | Csapat                 | 1      | 2      | 3      | 4      | 5     | 6     | 7      | 8      | 9     | 10     | 11     | 12  | Helyezés | Pont |
| ---- | ---------------------- | ------ | ------ | ------ | ------ | ----- | ----- | ------ | ------ | ----- | ------ | ------ | --- | -------- | ---- |
| 1998 | West Competition       | OSC Ki | IML 19 | CAT Ki | SIL 7  | MON 9 | PAU 7 | A1 5   | HOC Ki | HUN 4 | SPA 19 | PER 19 | NUR | 13.      | 5    |
| 1999 | Kid Jensen Racing      | IMO 13 | MON Ki | CAT 8  | MAG 14 | SIL 1 | A1R 3 | HOC Ki | HUN 5  | SPA 3 | NUR Ki |        |     | 6.       | 20   |
| 2000 | D2 Playlife Super Nova | IMO 1  | SIL 11 | CAT 2  | NUR Ki | MON 5 | MAG 1 | A1R 1  | HOC 7  | HUN 4 | SPA 3  |        |     | 2.       | 45   |
| 2003 | Brand Motorsport       | IMO 11 | CAT    | A1R    | MON    | NUR   | MAG   | SIL    | HOC    | HUN   | MNZ    |        |     |          | 0    |

### Le Mans-i 24 órás autóverseny
| Év   | Csapat                 | Autó                | Csapattárs            | Csapattárs           | Helyezés | Kiesés oka |
| ---- | ---------------------- | ------------------- | --------------------- | -------------------- | -------- | ---------- |
| 1994 | Roland Bassaler        | Alpa LM             | Patrick Bourdais      | Olivier Couvrier     | Kiesett  |            |
| 2000 | Mopar Team ORECA       | Reynard 2KQ-LM      | Yannick Dalmas        | Jean-Philippe Belloc | Kiesett  |            |
| 2002 | PlayStation Team ORECA | Dallara SP1         | Stéphane Sarrazin     | Franck Montagny      | 6.       |            |
| 2003 | Pescarolo Sport        | Courage C60         | Éric Hélary           | Soheil Ayari         | 9.       |            |
| 2004 | Pescarolo Sport        | Pescarolo C60       | Sébastien Bourdais    | Emmanuel Collard     | Kiesett  |            |
| 2005 | Creation Autosportif   | DBA 03S             | Jamie Campbell-Walter | Andy Wallace         | 14.      |            |
| 2006 | Pescarolo Sport        | Pescarolo C60       | Emmanuel Collard      | Érik Comas           | 5.       |            |
| 2007 | Team Peugeot Total     | Peugeot 908 HDi FAP | Jacques Villeneuve    | Marc Gené            | Kiesett  |            |
| 2008 | Team Peugeot Total     | Peugeot 908 HDi FAP | Jacques Villeneuve    | Marc Gené            | 2.       |            |
| 2009 | Team Peugeot Total     | Peugeot 908 HDi FAP | Pedro Lamy            | Christian Klien      | 6.       |            |